# NGC 5440
NGC 5440 ist eine Spiralgalaxie vom Hubble-Typ Sa im Sternbild Jagdhunde am Nordsternhimmel. Sie ist schätzungsweise 168 Millionen Lichtjahre von der Milchstraße entfernt und hat einen Durchmesser von etwa 110.000 Lichtjahren. Gemeinsam mit NGC 5441 bildet sie das vermutlich gravitativ gebundene Galaxienpaar Holm 576.

Im selben Himmelsareal befinden sich u. a. die Galaxien NGC 5399, NGC 5421, NGC 5444, NGC 5445.
Die Typ-Ia-Supernova SN 1998D wurde hier beobachtet.
Das Objekt wurde am 1. Mai 1785 von Wilhelm Herschel mit einem 18,7-Zoll-Spiegelteleskop entdeckt, der sie dabei mit „pB, pL, irregularly extended, mbM“ beschrieb.

## NGC 5440-Gruppe (LGG 370)
| Galaxie   | Alternativname | Entfernung/Mio. Lj |
| --------- | -------------- | ------------------ |
| NGC 5440  | PGC 50042      | 168                |
| NGC 5399  | PGC 49799      | 167                |
| NGC 5444  | PGC 50080      | 179                |
| NGC 5445  | PGC 50090      | 177                |
| PGC 50116 | UGC 8984       | 174                |